# 율리아 라그나르손
율리아 라그나르손(Julia Ragnarsson, 1992년 7월 30일 ~ )은 스웨덴의 배우이다.

## 출연 작품
- 미드소마 (2019)
- 골드 랜섬 (2016)
- 마이 언트 인 사라제보 (2015)
- 틸바카 틸 브롬마 (2014)
- 스텝프울벤 (2014)
- 스톡홀름 스토리 (2013)